# تونادیکو
تونادیکو (به ایتالیایی: Tonadico) یک منطقهٔ مسکونی در ایتالیا است که در ترنتینو واقع شده‌است.

## خصوصیات
تونادیکو ۸۹٫۴ کیلومترمربع مساحت و ۱٬۴۲۹ نفر جمعیت دارد و ۷۶۵ متر بالاتر از سطح دریا واقع شده‌است.